# 2-methoxybenzoëzuur
2-methoxybenzoëzuur is een organische verbinding met als brutoformule C8H8O3. De stof komt voor als een wit kristallijn poeder, dat slecht oplosbaar is in water.

## Synthese
2-methoxybenzoëzuur kan worden bereid door de Grignard-reactie tussen 2-methoxyfenylmagnesiumbromide en koolstofdioxide.

## Toepassingen
Zoals talrijke etherderivaten van benzoëzuur wordt ook 2-methyoxbenzoëzuur omwille van diens karakteristieke aangename geur ingezet als aromastof in voedingsmiddelen en cosmetica. Verder bezit het antiseptische eigenschappen en wordt het aangewend als uitgangsstof in de synthese van andere verbindingen, waaronder geneesmiddelen en pesticiden (zoals dicamba).